# Wronów (województwo dolnośląskie)
Wronów – wieś w Polsce położona w województwie dolnośląskim, w powiecie górowskim, w gminie Niechlów.

## Podział administracyjny
W latach 1975–1998 miejscowość należała administracyjnie do województwa leszczyńskiego.